# Usedlost čp. 111 (Jeníkovice)
Usedlost čp. 111 je klasicistní venkovské stavení na území obce Jeníkovice u Hradce Králové. Od roku 2002 je stavba památkově chráněna.

## Popis
Pozemek ve středu obce je nesouvisle zastavěn budovami s různým využitím. Stavby pocházejí z 2. poloviny 19. století. Obytné stavení s chlévy je umístěno v západní části pozemku a orientováno podél silnice, průjezdná stodola stojí v severní části pozemku a k ulici je orientována štítem. Ve východní části pozemku je rovnoběžně s obytným stavením vybudována polootevřená kůlna, volně na prostoru pozemku pak stojí ještě malý špýchar s roubenou přístavbou. Objekty jsou z cihelného zdiva. Součástí památkové ochrany pak jsou i cihelné sloupky oplocení, které se rovněž zachovaly v původním stavu.